# Strynadki (sielsowiet Podświle)
Strynadki (biał. Стрынадкі; ros. Стринадки) – wieś na Białorusi, w obwodzie witebskim, w rejonie głębockim, w sielsowiecie Podświle.

## Historia
W czasach zaborów wieś w gminie Plissa, w powiecie dzisieńskim, w guberni wileńskiej Imperium Rosyjskiego. Pod koniec XIX wieku należała do dóbr Świła, własność Januszkiewiczów.
W latach 1921–1945 wieś leżała w Polsce, w województwie wileńskim, w powiecie dziśnieńskim w gminie Plisa.
Według Powszechnego Spisu Ludności z 1921 roku zamieszkiwało tu 61 osób, wszystkie były wyznania prawosławnego i zadeklarowały białoruską przynależność narodową. Było tu 6 budynków mieszkalnych. W 1931 w 13 domach zamieszkiwały 73 osoby.
Wierni należeli do parafii prawosławnej w Świle. Miejscowość podlegała pod Sąd Grodzki w Głębokiem i Okręgowy w Wilnie; właściwy urząd pocztowy mieścił się w Podświlu.
W wyniku napaści ZSRR na Polskę we wrześniu 1939 miejscowość znalazła się pod okupacją sowiecką. 2 listopada została włączona do Białoruskiej SRR. Od czerwca 1941 roku pod okupacją niemiecką. W 1944 miejscowość została ponownie zajęta przez wojska sowieckie i włączona do Białoruskiej SRR.
Od 1991 w składzie niepodległej Białorusi.